# Landbouwkrediet-Colnago (wielerploeg)/2001
Deze pagina geeft een overzicht van de Landbouwkrediet-Colnago-wielerploeg in 2001.

## Algemene gegevens
Sponsor: Landbouwkrediet, Colnago
Algemeen manager: Gérard Bulens
Ploegleiders: Willy Geukens, Jozef De Bilde
Fietsmerk: Colnago

## Renners
| Naam                          | Geboortedatum | Nationaliteit    | Ploeg 2000                          |
| ----------------------------- | ------------- | ---------------- | ----------------------------------- |
| Pauly Burke                   | 03-02-1974    | Verenigde Staten |                                     |
| Nicolas Coudray               | 03-06-1967    | Zwitserland      |                                     |
| Gunther Cuylits               | 18-12-1974    | België           |                                     |
| Bert De Waele                 | 21-07-1975    | België           |                                     |
| Jeff Louder                   | 08-12-1977    | Verenigde Staten |                                     |
| Gordon McCauley               | 09-03-1972    | Nieuw-Zeeland    | Palmans-Ideal                       |
| Filip Meirhaeghe              | 05-03-1971    | België           | Ville de Charleroi-New Systems      |
| Masahiko Mifune               | 08-01-1969    | Japan            |                                     |
| Bert Roesems                  | 14-10-1972    | België           |                                     |
| Andrej Tsjerniakov            | ?             | Rusland          | Neo                                 |
| Jurgen Van De Walle           | 09-02-1977    | België           | Palmans-Ideal                       |
| Johan Van Der Berg            | 31-01-1976    | Zuid-Afrika      | Collstrop-De Federale Verzekeringen |
| Kurt Van Landeghem            | 29-05-1972    | België           |                                     |
| Michel Vanhaecke              | 24-09-1971    | België           |                                     |
| Jurgen Vermeersch             | 01-02-1975    | België           | Palmans-Ideal                       |
| Nico Weynants                 | 27-03-1974    | België           | Neo                                 |
| Stagiairs (vanaf 1 september) |               |                  |                                     |
| Glen Alan Chadwick            | 17-10-1976    | Nieuw-Zeeland    |                                     |
| Brian Fagan                   | 11-03-1978    | Verenigde Staten |                                     |
| Marc Roland                   | 12-01-1978    | Australië        |                                     |

## Overwinningen
| Ronde van Southland 3e etappe: Gordon McCauley 4e etappe: Gordon McCauley Antwerpse Havenpijl Winnaar: Michel Vanhaecke Ronde van Wallonië 5e etappe: Bert Roesems Belgische kampioenschappen baanwielrennen Achtervolging: Bert Roesems |

1992 · 1993 · 1994 · 1995 · 1996 · 1997 · 1998 · 1999 · 2000 · 2001 · 2002 · 2003 · 2004 · 2005 · 2006 · 2007 · 2008 · 2009 · 2010 · 2011 · 2012 · 2013 · 2014